# Pierre Frank
Pierre Frank (Parigi, 24 ottobre 1905 – Parigi, 18 aprile 1984) è stato un politico francese, leader del trotzkismo.

## Biografia
Ha trascorso la sua gioventù a Parigi, dove ha conseguito la laurea in Chimica. Nel 1930 ha collaborato con Lev Trotsky (a Prinkipo) per l'organizzazione della conferenza dell'Opposizione di sinistra; è stato eletto nella direzione del Parti Communiste Internationaliste nel 1935. Successivamente, Pierre Franck è entrato nella direzione della Quarta Internazionale (1948) e nel 1963 ha organizzato il Segretariato Unificato della IV Internazionale (con Ernest Mandel, Livio Maitan e Joe Hansen).
Ha collaborato con le riviste Quatriéme Internationale, Inprecor ed Intercontinental Press; è stato un dirigente della Ligue Communiste Revolutionaire (Francia) fino al 1984.
Le sue spoglie sono conservate al cimitero parigino di Père-Lachaise.